# 森下俊
森下 俊（もりした しゅん、1986年5月11日 - ）は、三重県出身のサッカー指導者。元サッカー選手。現役時代のポジションはDF。ジュビロ磐田ユース出身。磐田東高校卒業。

## 来歴
磐田ユースでは3バックの中央として不動のレギュラーであった。またサイドバックとしてプレーでき、ユース代表を率いた大熊清からは磐田ユース時代に何度か招集されている。
昇格した2005年はシーズン序盤から怪我人が続出したため、早い時期から最終ラインのメンバーに抜擢され、3月のアジアチャンピオンズリーグでベンチ入り。5月の深圳戦で初出場を飾り1対1の強さと巧さを発揮して敵のFWを封じた。またナビスコカップやリーグ戦最終戦での神戸戦ではスタメンでも出場している。
2006年はチームが急遽4バックに変更。左サイドバックとして先発出場の機会を得たが、急造のフォーメーションだったためか精彩を欠き、その後出場機会を失った。
2009年から京都サンガF.C.へ完全移籍した。
その後は序盤戦の出場機会は無いものの、終盤で怪我人や出場停止などで出場機会を得て、翌年の開幕戦にも選抜され着実に主力として活躍した。
2012年より、川崎フロンターレへ完全移籍。
2013年、横浜FCへ期限付き移籍。期限付き移籍期間満了伴い退団。
2014年、翌年1月31日までの期限付き移籍で、6年ぶりにジュビロ磐田に復帰。8月10日に行われたJ2第26節・アビスパ福岡戦でプロ入り10年目にしてJリーグ初ゴールを挙げた。12月29日に期限付き移籍期間を2016年1月31日まで延長することが発表された。
2015年シーズンは、シーズン後半からレギュラーを確保し、磐田のJ1昇格に貢献。同年12月26日に磐田に完全移籍する事が発表された。
2017年4月1日に行われた清水エスパルスとの静岡ダービーで、プロ入り13年目にしてJ1初ゴールを挙げた。森下のゴールもあり、チームは3-1で勝利した。2018年、2019年シーズンは出場機会に恵まれず、2019年シーズン終了後に契約満了によりチームを退団する事が発表された。
2020年、いわてグルージャ盛岡に移籍。2020シーズンのキャプテンに就任する。
2021年1月20日、契約満了による退団が発表された。2021年2月22日にインスタグラム上で現役引退を表明。
2023年4月、FC大阪トップチームのアシスタントコーチに就任。

## 所属クラブ
アマ経歴
- 修道FC
- 1999年 - 2001年 伊勢市立五十鈴中学校
- 2002年 - 2004年 ジュビロ磐田ユース (磐田東高等学校)

プロ経歴
- 2005年 - 2008年  ジュビロ磐田
- 2009年 - 2011年  京都サンガF.C.
- 2012年 - 2015年  川崎フロンターレ
  - 2013年  横浜FC（期限付き移籍）
  - 2014年 - 2015年  ジュビロ磐田（期限付き移籍）
- 2016年 - 2019年  ジュビロ磐田
- 2020年  いわてグルージャ盛岡

## 個人成績
| 国内大会個人成績 | 国内大会個人成績 | 国内大会個人成績 | 国内大会個人成績 | 国内大会個人成績 | 国内大会個人成績 | 国内大会個人成績 | 国内大会個人成績 | 国内大会個人成績 | 国内大会個人成績 | 国内大会個人成績 | 国内大会個人成績 |
| 年度             | クラブ           | 背番号           | リーグ           | リーグ戦         | リーグ戦         | リーグ杯         | リーグ杯         | オープン杯       | オープン杯       | 期間通算         | 期間通算         |
| 年度             | クラブ           | 背番号           | リーグ           | 出場             | 得点             | 出場             | 得点             | 出場             | 得点             | 出場             | 得点             |
| 日本             | 日本             | 日本             | 日本             | リーグ戦         | リーグ戦         | リーグ杯         | リーグ杯         | 天皇杯           | 天皇杯           | 期間通算         | 期間通算         |
| ---------------- | ---------------- | ---------------- | ---------------- | ---------------- | ---------------- | ---------------- | ---------------- | ---------------- | ---------------- | ---------------- | ---------------- |
| 2005             | 磐田             | 25               | J1               | 1                | 0                | 1                | 0                | 0                | 0                | 2                | 0                |
| 2006             | 磐田             | 13               | J1               | 2                | 0                | 2                | 0                | 0                | 0                | 4                | 0                |
| 2007             | 磐田             | 13               | J1               | 0                | 0                | 0                | 0                | 0                | 0                | 0                | 0                |
| 2008             | 磐田             | 13               | J1               | 1                | 0                | 1                | 0                | 1                | 0                | 3                | 0                |
| 2009             | 京都             | 19               | J1               | 9                | 0                | 1                | 0                | 2                | 0                | 12               | 0                |
| 2010             | 京都             | 19               | J1               | 28               | 0                | 4                | 0                | 2                | 0                | 34               | 0                |
| 2011             | 京都             | 3                | J2               | 31               | 0                | -                | -                | 5                | 0                | 36               | 0                |
| 2012             | 川崎             | 33               | J1               | 12               | 0                | 4                | 0                | 0                | 0                | 16               | 0                |
| 2013             | 横浜FC           | 3                | J2               | 23               | 0                | -                | -                | 1                | 0                | 24               | 0                |
| 2014             | 磐田             | 35               | J2               | 20               | 1                | -                | -                | 1                | 0                | 21               | 1                |
| 2015             | 磐田             | 35               | J2               | 18               | 0                | -                | -                | 0                | 0                | 18               | 0                |
| 2016             | 磐田             | 35               | J1               | 26               | 0                | 0                | 0                | 0                | 0                | 26               | 0                |
| 2017             | 磐田             | 35               | J1               | 29               | 1                | 1                | 0                | 0                | 0                | 30               | 1                |
| 2018             | 磐田             | 35               | J1               | 6                | 0                | 4                | 0                | 3                | 0                | 13               | 0                |
| 2019             | 磐田             | 35               | J1               | 1                | 0                | 6                | 0                | 1                | 1                | 8                | 1                |
| 2020             | 岩手             | 35               | J3               | 8                | 0                | -                | -                | -                | -                | 8                | 0                |
| 通算             | 日本             | 日本             | J1               | 115              | 1                | 24               | 0                | 9                | 1                | 148              | 2                |
| 通算             | 日本             | 日本             | J2               | 92               | 1                | -                | -                | 7                | 0                | 99               | 1                |
| 通算             | 日本             | 日本             | J3               | 8                | 0                | -                | -                | -                | -                | 8                | 0                |
| 総通算           | 総通算           | 総通算           | 総通算           | 215              | 2                | 24               | 0                | 16               | 1                | 255              | 3                |

| 国際大会個人成績 | 国際大会個人成績 | 国際大会個人成績 | 国際大会個人成績 | 国際大会個人成績 |
| 年度             | クラブ           | 背番号           | 出場             | 得点             |
| AFC              | AFC              | AFC              | ACL              | ACL              |
| ---------------- | ---------------- | ---------------- | ---------------- | ---------------- |
| 2005             | 磐田             | 25               | 1                | 0                |
| 通算             | AFC              | AFC              | 1                | 0                |

- Jリーグ初出場 - 2005年12月3日 J1第34節 vsヴィッセル神戸（ヤマハスタジアム）
- Jリーグ初得点 - 2014年8月10日 J2第26節 vsアビスパ福岡（レベルファイブスタジアム）

## 代表歴
- 2006年 U-21日本代表

## 指導歴
- 2023年4月[11] - 同年12月[12] FC大阪 アシスタントコーチ